# Tricentrum atriceps
Tricentrum atriceps là một loài tò vò trong họ Ichneumonidae.